# Ганс Райхардт (офіцер)
Ганс Людвіг Райхардт (нім. Hans Ludwig Reichardt; 18 квітня 1904 — 2 лютого 1945) — німецький офіцер, оберст вермахту. Кавалер Лицарського хреста Залізного хреста з дубовим листям.

## Біографія
1 листопада 1923 року вступив в 10-й піхотний полк, командував ротою. З 1939 року — командир 2-го батальйону 192-го піхотного полку 56-ї піхотної дивізії. Учасник Польської і Французької кампаній, а також Німецько-радянської війни. Відзначився у боях під Ковелем. Був важко поранений. З 28 грудня 1941 року — викладач різних військових училищ. З 26 грудня 1943 року — командир 338-го гренадерського полку 197-ї піхотної дивізії, з яким брав участь у боях в Кам'янець-Подільському котлі. З липня 1944 року — начальник унтерофіцерського училища в Сілезії. Наприкінці січня 1945 року з особового складу училища була сфромована бойова група «Штайнау». Загинув у бою.

## Нагороди
- Медаль «За вислугу років у Вермахті» 4-го і 3-го класу (12 років)
- Залізний хрест
  - 2-го класу (15 травня 1940)
  - 1-го класу (16 травня 1940)
- Лицарський хрест Залізного хреста з дубовим листям
  - лицарський хрест (24 липня 1941)
  - дубове листя (№ 762; 5 березня 1945, посмертно)
- Нагрудний знак «За поранення» в чорному
- Медаль «За зимову кампанію на Сході 1941/42»
- Штурмовий піхотний знак в сріблі
- Відзначений у Вермахтберіхт (6 лютого 1945)